# Snögrottan
Snögrottan är en roman av Laura Trenter från 2001. Handlingen är baserad på en händelse som skedde Christoffer Asklöf och Joel Prisell en vinter.

## Bokens handling
Första snön har kommit. Så fort skolklockan ringer ut rusar David och Andreas iväg för att leka i snön. Det har redan hunnit bli snövallar längs vägen, perfekta att bygga grottor i. De gräver så djupt att de inte märker när plogen kommer, och plötsligt har det hänt som inte fick hända. De har blivit insnöade!